# Jean Cruppi

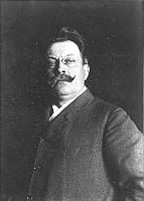
Jean Cruppi

Jean Cruppi (Toulouse, 22 mei 1855 - Fontainebleau, 16 oktober 1933) was een Frans politicus. Hij bekleedde verschillende ministerposten. 
Een van zijn zonen, Jean-Louis, sneuvelde als luitenant van het Franse leger tijdens de Eerste Wereldoorlog. 
Maurice Ravel onderhield nauwe contacten met de familie Cruppi. Hij droeg zijn werk L'heure espagnole en het liedje Noël de jouets op aan de moeder van Jean Cruppi, een zangeres. Ravel, die Jean slechts kende via zijn moeder Mme Cruppi,  droeg de Fuga van Le Tombeau de Couperin aan hem op.
- Bibliothèque nationale de France: cb10235561x (data)
- International Standard Name Identifier: 0000 0000 8369 0676
- Base Léonore: 19800035/128/16186
- Nederlandse Thesaurus van Auteursnamen: 135591937
- Système universitaire de documentation: 057094985
- Virtual International Authority File: 31984977
- WorldCat: E39PBJdRvcP7pCKkGTKJTYVDMP